# Stadion Widzewa
Het Stadion Widzewa is een multifunctioneel stadion in de Poolse stad Łódź. Het bouwwerk doet vooral dienst als voetbalstadion en is de thuisbasis van de Poolse topclub Widzew Łódź. Het Pools voetbalelftal speelde in dit stadion geregeld een wedstrijd in de jaren negentig, waaronder kwalificatieduels voor het EK en WK voetbal. Het complex werd geopend op 30 mei 1930 en heeft een capaciteit van 18.018 toeschouwers.

## Naam
Het stadion is in de volksmond ook bekend onder de naam Ludwik Sobolewski Stadion, vernoemd naar Ludwik Sobolewski (1925-2008), een voormalig voorzitter van Widzew Łódź.

## Internationaal toernooi
In 2019 wordt van dit stadion gebruik gemaakt voor het Wereldkampioenschap voetbal onder 20 van 2019. In dit stadion werden 6 groepswedstrijden (waaronder de openingswedstrijd), 2 achtste finales, een kwartfinale en de finale gespeeld.